# صفر (شهر)
- السبت
- الأحد
- الاثنين
- الثلاثاء
- الأربعاء
- الخميس
- الجمعة

- 126 يوليو 2025
- 227 يوليو 2025
- 328 يوليو 2025
- 429 يوليو 2025
- 530 يوليو 2025
- 631 يوليو 2025
- 71 أغسطس 2025
- 82 أغسطس 2025
- 93 أغسطس 2025
- 104 أغسطس 2025
- 115 أغسطس 2025
- 126 أغسطس 2025
- 137 أغسطس 2025
- 148 أغسطس 2025
- 159 أغسطس 2025
- 1610 أغسطس 2025
- 1711 أغسطس 2025
- 1812 أغسطس 2025
- 1913 أغسطس 2025
- 2014 أغسطس 2025
- 2115 أغسطس 2025
- 2216 أغسطس 2025
- 2317 أغسطس 2025
- 2418 أغسطس 2025
- 2519 أغسطس 2025
- 2620 أغسطس 2025
- 2721 أغسطس 2025
- 2822 أغسطس 2025
- 2923 أغسطس 2025
- 124 أغسطس 2025
- 225 أغسطس 2025
- 326 أغسطس 2025
- 427 أغسطس 2025
- 528 أغسطس 2025
- 629 أغسطس 2025

صَفَر هو الشهر الثاني من السنة القمرية أو التقويم الهجري وهو الشهر الذي يلي المُحَرَّم. كان اسمه نَاجِر في الجاهليّة.

## تسمية صفر
- قال بعضهم: سمِّي بذلك لإصفار مكَّة من أهلها (أي خلّوها من أهلها) إذا سافروا فيه، * وقيل: سَمَّوا الشهر صفراً لأنهم كانوا يغزون فيه القبائل فيتركون من لقوا صِفْراً من المتاع (أي يسلبونه متاعه فيصبح لا متاع له).[1]

## ما ورد فيه عند العرب الجاهليين
كان للعرب في شهر صفر عادتان:

- الأول: التلاعب فيه تقديما وتأخيرا،
- الثاني: التشاؤم منه.

من المعلوم أن الله خلق السنة وعدة شهورها اثنا عشر شهراً، وقد جعل الله منها أربعةً حرم، حرَّم فيها القتال تعظيماً لشأنها، وهذه الأشهر هي: ذو القعدة، ذو الحجة، محرم، ورجب.
لكنهم كانوا يؤخرون فيها ويقدمون على هواهم، ومن ذلك: أنهم جعلوا شهر «صفر» بدلاً من «المحرَّم»

## التشاؤممن شهر صفر
فقد كان مشهوراً عند أهل الجاهلية.

## غزوات في هذا الشهر
ما حدث في هذا الشهر من غزوات وأحداث مهمة في حياة النبي صلى الله عليه وسلم.
وهي كثيرة، ويمكن اختيار بعضها:
| صفر (شهر)                | ثم غزا بنفسه غزوة " الأبواء " ويقال لها " ودَّان "، وهي أول غزوة غزاها بنفسه، وكانت في صفر على رأس اثني عشر شهراً من مهاجره، وحمل لواءه حمزة بن عبد المطلب وكان أبيض، واستخلف على المدينة سعد بن عبادة، وخرج في المهاجرين خاصة يعترض عيراً لقريش، فلم يلق كيداً. وفي هذه الغزوة وادع مخشيَّ بن عمرو الضمري وكان سيد بني ضمرة في زمانه على ألا يغزو بني ضمرة ولا يغزوه، ولا أن يكثِّروا عليه جمعاً ولا يعينوا عليه عدوا وكتب بينه وبينهم كتابا وكانت غيبته خمس عشرة ليلة" | صفر (شهر) |
| — ابن القيم ، زاد المعاد | |           |

| صفر (شهر)                | فلما كان صفر - (سنة ثلاث من الهجرة) - قدم عليه قوم من " عَضَل " و" القارة "، وذكروا أن فيهم إسلاما، وسألوه أن يبعث معهم من يعلِّمهم الدين، ويقرؤهم القرآن، فبعث معهم ستة نفر - في قول ابن إسحاق، وقال البخاري : كانوا عشرة - وأمَّر عليهم مرثد بن أبي مرثد الغنوي، وفيهم خبيب بن عدي، فذهبوا معهم، فلما كانوا بالرجيع - وهو ماء لهذيل بناحية الحجاز - غدروا بهم واستصرخوا عليهم هذيلا فجاؤوا حتى أحاطوا بهم فقتلوا عامتهم واستأسروا خبيب بن عدي وزيد بن الدَّثِنة، فذهبوا بهما وباعوهما بمكة وكانا قَتلا من رؤوسهم يوم بدر. | صفر (شهر) |
| — ابن القيم ، زاد المعاد | |           |

| صفر (شهر)                | وفي هذا الشهر بعينه وهو صفر من السنة الرابعة كانت وقعة " بئر معونة " وملخصها : أن أبا براء عامر بن مالك المدعو " ملاعب الأسنَّة " قدم على رسول الله المدينة فدعاه إلى الإسلام فلم يسلم، ولم يبعد، فقال : يا رسول الله لو بعثت أصحابك إلى أهل نجد يدعونهم إلى دينك لرجوت أن يجيبونهم، فقال : إني أخاف عليهم أهل نجد، فقال أبو براء : أنا جار لهم، فبعث معه أربعين رجلا في قول ابن إسحاق، وفي الصحيح أنهم كانوا سبعين، والذي في الصحيح : هو الصحيح، وأمَّر عليهم المنذر بن عمرو أحد بني ساعدة الملقب بالمعنق ليموت، وكانوا من خيار المسلمين وفضلائهم وساداتهم وقرائهم فساروا حتى نزلوا "بئر معونة" - وهي بين أرض بني عامر وحرة بني سليم - فنزلوا هناك، ثم بعثوا حرام بن ملحان أخا أم سليم بكتاب رسول الله إلى عدو الله عامر بن الطفيل فلم ينظر فيه، وأمَر رجلا فطعنه بالحربة من خلفه، فلما أنفذها فيه ورأى الدم قال : فزت ورب الكعبة، ثم استنفر عدو الله لفوره بني عامر إلى قتال الباقين فلم يجيبوه لأجل جوار أبي براء، فاستنفر بني سليم فأجابته " عصية " و" رعل " و" ذكوان "، فجاؤوا حتى أحاطوا بأصحاب رسول الله فقاتلوا حتى قتلوا عن آخرهم إلا كعب بن زيد بن النجار فإنه ارتُثَّ - (أي : رفع وبه جراح) - بين القتلى فعاش حتى قتل يوم الخندق، وكان عمرو بن أمية الضمري والمنذر بن عقبة بن عامر في سرح المسلمين فرأيا الطير تحوم على موضع الوقعة فنزل المنذر بن محمد فقاتل المشركين حتى قتل مع أصحابه وأسر عمرو بن أمية الضمري، فلما أخبر أنه من " مضر " جز عامرٌ ناصيته وأعتقه عن رقبة كانت على أمِّه، ورجع عمرو بن أمية، فلما كان بالقرقرة من صدر قناة - (اسم موضع) - نزل في ظل شجرة، وجاء رجلان من بني كلاب فنزلا معه، فلما ناما فتك بهما عمرو وهو يرى أنه قد أصاب ثأراً من أصحابه، وإذا معهما عهدٌ من رسول الله لم يشعر به، فلما قدم أخبر رسول الله بما فعل فقال : لقد قتلتَ قتيلين لأَدِينَّهما. | صفر (شهر) |
| — ابن القيم ، زاد المعاد | |           |

| صفر (شهر)                | فإن خروج النبي صلي الله عليه وسلم - (أي : إلى خيبر) - كان في أواخر المحرم لا في أوله وفتحها إنما كان في صفر. | صفر (شهر) |
| — ابن القيم ، زاد المعاد | |           |

## ما ورد في الأحاديث المكذوبة في صفر (على رأي ابن القيم)
قال ابن القيم:
فصل أحاديث التواريخ المستقبلة:
ومنها: أن يكون في الحديث تاريخ كذا وكذا، مثل قوله: إذا كانت سنة كذا وكذا وقع كيت وكيت، وإذا كان شهر كذا وكذا وقع كيت وكيت.
وكقول الكذاب الأشر: إذا انكسف القمر في المحرم: كان الغلاء والقتال وشغل السلطان، وإذا انكسف في صفر: كان كذا وكذا.
واستمر الكذاب في الشهور كلها.
وأحاديث هذا الباب كلها كذب مفترى.
«المنار المنيف» (ص 64).

## الهوامش
1. ↑  انظر لسان العرب لابن منظور ج/4 ص/462-463
2. ↑  " زاد المعاد " (3 / 244)
3. ↑  " زاد المعاد " (3 / 246 - 248).